# Rivière Marsoui Est
Pour les articles homonymes, voir Marsoui.
La Rivière Marsoui Est coule entièrement dans la municipalité de village de Marsoui, dans la municipalité régionale de comté (MRC) La Haute-Gaspésie, dans la région administrative Gaspésie-Îles-de-la-Madeleine, au Québec, au Canada.
Cette rivière coule dans une vallée aux falaises escarpées dans le canton de Duchesnay. La "route de la Rivière" longe ce cours d'eau.

## Géographie
La "rivière Marsoui Est" prend sa source dans une petite zone humide au nord de la limite nord de la Réserve faunique des Chic-Chocs dans la municipalité de Marsoui. La source de la rivière Marsoui Est est située sur le versant nord de la ligne de partage des eaux ; sur le versant sud, il y a une série de quatre lacs dont le lac Marsoui et le Petit lac Marsoui (formé par un élargissement de la rivière) qui coulent vers le sud par le "ruisseau des Quatre Lacs" ; ce dernier se déverse sur la rive nord de la Rivière Sainte-Anne-Nord-Est qui est un affluent de la rivière Sainte-Anne (Bas-Saint-Laurent) ; cette dernière coule vers l'ouest pour aller se déverser à son tour sur le littoral sud de l'estuaire du Saint-Laurent.
À partir de sa source, la "rivière Marsoui Est" coule sur 14,6 km répartis selon les segments suivants :
- 5,2 km vers le nord dans une vallée très encaissée, jusqu'à la décharge du lac Marin (venant de l'est) ;
- 4,8 km vers le nord, jusqu'à la décharge d'un ruisseau (venant de l'est) ;
- 4,6 km vers le nord-ouest, jusqu'à sa confluence[1].

La rivière se déverse sur la rive Est de la rivière Marsoui, laquelle s'écoule vers le nord jusqu'au littoral sud du golfe du Saint-Laurent, à la hauteur du village de Marsoui.

## Toponymie
Selon la Commission de toponymie du Québec, neuf toponymes utilisent le terme "Marsoui" ; tous ces toponymes sont reliés et désignent des lieux ou plan d'eau situés dans la municipalité de Marsoui ou dans le territoire non organisé du Mont-Albert.
Le toponyme "Rivière Marsoui Est" a été officialisé le 5 décembre 1968 à la Banque des noms de lieux de la Commission de toponymie du Québec.